# Justice League: The New Frontier
Justice League: The New Frontier è un film d'animazione direct-to-video del 2008 diretto da Dave Bullock. Secondo film della linea DC Universe Animated Original Movies, è l'adattamento della miniserie a fumetti di Darwyn Cooke DC: La nuova frontiera (2004). L'animazione del film fu realizzata dallo studio sudcoreano Dong Woo Animation. Fu distribuito negli Stati Uniti il 26 febbraio 2008.

## Trama
Un'entità sconosciuta, chiamata "il Centro", racconta la sua storia di come sia nata dalla Terra stessa e di come abbia assistito all'evoluzione e all'estinzione dei dinosauri e all'evoluzione umana. Data la capacità dell'uomo di essere bellicoso e violento, il Centro ha concluso che questi devono essere sradicati.
Alla fine della Guerra di Corea, il pilota della United States Air Force Hal Jordan e il suo gregario, Kyle "Ace" Morgan, vengono attaccati da piloti nemici ma sopravvivono. A Gotham City, Saul Erdel teletrasporta accidentalmente J'onn J'onzz, l'ultimo sopravvissuto della razza dei Marziani Verdi, sulla Terra, e muore di paura dopo averlo visto. Impossibilitato a tornare, J'onn si traveste da Erdel, scoprendo informazioni sulla Terra dalla televisione. A Las Vegas, Iris West è al telefono con il suo fidanzato Barry Allen – noto anche come Flash – in un casinò quando Capitan Cold arriva per commettere una rapina; egli corre da Central City per affrontare Cold. Flash trova le bombe di Cold e lo cattura, prima che quest'ultimo venga posseduto da un'entità.
Due anni dopo, J'onn ha assunto l'identità di John Jones ed è diventato un detective del Dipartimento di Polizia di Gotham City, indagando su una setta apocalittica che venera il "Centro" e ha rapito un bambino per un rituale di sacrificio umano. J'onn e il suo partner Slam Bradley si uniscono a Batman nella lotta contro la setta, ma il primo viene brevemente reso inabile da un incendio. Il leader della setta è posseduto dall'entità e lo avverte di un giudizio imminente. Nel frattempo, Hal si sta addestrando sotto la guida di Rick Flag alla Ferris Aircraft per un progetto governativo che prevede la costruzione di un'astronave per viaggiare su Marte, supervisionato dall'agente speciale King Faraday.
Batman suggerisce a J'onn di lavorare insieme per indagare sulla setta. Dopo essere stato attaccato e quasi sottomesso dal governo degli Stati Uniti, un Flash disilluso annuncia il suo ritiro. J'onn interroga l'ex dipendente della Ferris Harry Leiter, arrestato per omicidio sotto l'influenza del Centro, che racconta loro del lancio su Marte. Vedendo la reazione giubilante, seppur sprezzante, al ritiro di Flash, J'onn consegna le sue ricerche a Batman e progetta di tornare su Marte a bordo del razzo. Tuttavia, Faraday lo affronta sulla rampa di lancio, poiché il razzo è danneggiato e non funziona correttamente. Hal vuole tentare un atterraggio, ma Flag rivela che a bordo sono presenti armi di distruzione di massa, destinate a distruggere ogni forma di vita su Marte. Hal viene espulso dalla cabina di pilotaggio e salvato da Superman; Flag fa esplodere il razzo mentre J'onn viene imprigionato.
Sull'Isola Paradiso, Wonder Woman si sta allenando con Mala quando il Centro attacca. In seguito all'esplosione del razzo di Flag, Abin Sur, ferito a morte, si schianta sulla Terra, dà il suo anello ad Hal e gli racconta del Centro. Nel frattempo, Superman e Batman esaminano le ricerche di J'onn. Il jet invisibile di Wonder Woman si schianta a Cape Canaveral e la donna avverte Superman dell'arrivo del Centro. J'onn decide di contribuire a salvare la Terra dopo che la sua speranza per l'umanità si è rinnovata, mentre il Centro, un'enorme isola volante sorvegliata da un esercito di dinosauri mutanti, inizia il suo attacco all'America. Flash, Freccia Verde, Adam Strange, i Challengers of the Unknown e i Blackhawks uniscono le forze per difendere Cape Canaveral, mentre Superman viene apparentemente ucciso. Commossi dai suoi sforzi, gli eroi pianificano un assalto frontale per fornire copertura ad Hal e Ace mentre effettuano una missione di bombardamento sul Centro. Allo stesso tempo, Flash userà il raggio di riduzione di Ray Palmer per rimpicciolirlo.
L'assalto aereo è quasi superato e, mentre i dinosauri tendono un'imboscata alle forze terrestri di Faraday, la forza psichica del Centro sopraffà brevemente J'onn. Faraday viene catturato da un dinosauro e si sacrifica per ucciderlo con una granata. Hal e Ace si fanno strada nel nucleo del Centro, ma un attacco allucinogeno li disorienta; Ace fa esplodere il suo carico mentre Hal diventa finalmente Lanterna Verde e lo salva. Flash balza sulla superficie del Centro e la percorre a piedi, rimpicciolendo l'isola prima che Hal la porti nello spazio, dove esplode. Mentre la squadra celebra la vittoria, Aquaman emerge da un sottomarino che trasporta Superman. Il mondo celebra la sconfitta del Centro con una cerimonia. Vengono mostrate immagini di vari eroi e cattivi, tra cui la nascita della Justice League sulla base della Nuova Frontiera.

## Personaggi e doppiatori
| Personaggio                      | Doppiatore          |
| -------------------------------- | ------------------- |
| Hal Jordan / Lanterna Verde      | David Boreanaz      |
| J'onn J'onzz / Martian Manhunter | Miguel Ferrer       |
| Barry Allen / Flash              | Neil Patrick Harris |
| Ace Morgan                       | John Heard          |
| Superman / Clark Kent            | Kyle MacLachlan     |
| Diana Prince / Wonder Woman      | Lucy Lawless        |
| King Faraday                     | Phil Morris         |
| Lois Lane                        | Kyra Sedgwick       |
| Carol Ferris                     | Brooke Shields      |
| Bruce Wayne / Batman             | Jeremy Sisto        |

## Colonna sonora
La colonna sonora di Justice League: The New Frontier, composta da Kevin Manthei, fu pubblicata il 18 marzo 2008 dalla La-La Land Records.

### Tracce
1. Main Titles – 2:01
2. The Centre / Hal Shot Down – 2:50
3. J'onn J'onzz Arrives – 0:51
4. Wonder Woman Recounts / J'onzz Watches TV – 2:11
5. The Flash Saves Las Vegas – 3:32
6. J'onn Becomes John / Church Brawl – 3:12
7. Carol & Hal Banter – 0:22
8. Driving to Ferris / The Real Ferris – 1:34
9. Hal's Mission Revealed / Batman Surprises J'onzz / The Flash Fights Gorilla – 2:52
10. Crazy Scientist – 1:37
11. J'onzz Contemplates / J'onzz Is Leaving – 1:18
12. To Space – 1:27
13. Mars Mission Mess – 4:13
14. New Green Lantern – 3:56
15. Superman Ties It Up / J'onzz Bonds – 2:41
16. Island Revealed / Superman Down – 5:22
17. Plan to Action – 2:35
18. Thick of Battle – 4:32
19. The Flash vs. Centre / Last Bit of Business – 3:37
20. Victory – 3:09
21. End Credits – 3:01

## Distribuzione
Justice League: The New Frontier fu distribuito dalla Warner Home Video in America del Nord in DVD-Video (in edizione singola e a due dischi) e Blu-ray Disc il 26 febbraio 2008 e in HD DVD il successivo 18 marzo. I contenuti speciali includono un documentario sui 47 anni di storia della Justice League, commenti, un documentario sui primi archetipi mitologici dei cattivi nelle storie della Justice League, un documentario sui temi, elementi tratti dalle versioni a fumetti e cinematografiche di New Frontier, tre episodi di Justice League Unlimited e un'anteprima di 10 minuti del film d'animazione Batman - Il cavaliere di Gotham. Il 3 ottobre 2017 il film fu ripubblicato in America del Nord in una "Commemorative Edition" in Blu-ray e DVD con nuove codifiche audio e video ed extra parzialmente diversi, e contestualmente in digitale e sulle piattaforme di streaming e video on demand in tutto il mondo con sottotitoli in varie lingue tra cui l'italiano.

## Accoglienza
Il film ha incassato 5 748 576 dollari dalle vendite di DVD negli Stati Uniti.

## Altri media
Il 5 marzo 2008 fu pubblicato un fumetto one-shot intitolato Justice League: The New Frontier Special. Scritto da Darwyn Cooke e disegnato da Cooke, J. Bone e Dave Bullock, questo volume è un'antologia composta da vari racconti ambientati negli eventi del film. Nel fumetto, Batman entra in guerra con Superman dopo che quest'ultimo riceve l'ordine da Re Faraday e da Dwight D. Eisenhower di arrestarlo per le sue attività di vigilante, Robin e Kid Flash si alleano per impedire ai sabotatori sovietici di fare del male a John Fitzgerald Kennedy, mentre Wonder Woman e Black Canary cercano di placare la natura sessista di vari clienti maschi in un nuovo club di Gotham.